# كونستانتين بوبيسكو
كونستانتين بوبيسكو هو سياسي روماني، ولد في عام 1921، وتوفي في عام 1999.